# Atractonotus
Atractonotus é um género de coleópteros carabídeos pertencente à subfamília Anthiinae.
Possui uma única espécie, Atractonotus mulsanti.